# Эстонский национальный симфонический оркестр
Эстонский национальный симфонический оркестр (эст. Eesti Riiklik Sümfooniaorkester, ERSO) — старейший и наиболее уважаемый регулярно действующим симфоническим оркестр в Эстонии, базирующийся в Таллине. История оркестра восходит к 1926 году и, как и многие другие аналогичные истории в мире, связана с рождением и развитием национального вещания. С 2020 года главный дирижёр и художественный руководитель оркестра, состоящего из более 100 человек, является Олари Эльтс. Неэме Ярви, дольше всех проработавший главным дирижёром ERSO, продолжает сотрудничать с роли почетного дирижёра, художественный советник оркестра — Пааво Ярви.

## История
Оркестр возводит свою историю к первой концертной трансляции по Таллинскому радио, которая состоялась 18 декабря 1926 года: выступало фортепианное трио, собранное специально для данного случая, скрипач Хуго Шютц (в последующие три года заведовавший на радио музыкальным вещанием), виолончелист Альфред Ваарман и пианистка Анна Савицкая исполнили произведения Петра Ильича Чайковского, Фридриха Эберле и Раймонда Кулля.
Состав музыкального коллектива при Таллинском радио быстро рос и к 1939 г. достиг 39 музыкантов. Среди приглашённых дирижёров, выступавших с оркестром, были Николай Малько, Валерьян Бердяев, Исай Добровейн, Герман Абендрот, Альберт Коутс; концертами из своих произведений дирижировали Александр Глазунов и Игорь Стравинский. В 1939 г. оркестр получил первого главного дирижёра — им стал талантливый молодой эстонский музыкант Олав Роотс; с его именем связана, в частности, данная в том же году эстонская премьера Пятой симфонии Дмитрия Шостаковича. Тесное содружество связывало с оркестром ведущего эстонского композитора Эдуарда Тубина: четыре его симфонии были впервые исполнены оркестром под управлением Роотса.
Оркестр Таллинского радио продолжал выступать в Эстонии в годы Второй мировой войны. В то же время в Ярославле в 1942 г. был создан небольшой оркестр из мобилизованных в Советскую армию эстонских музыкантов, возглавленный молодым Романом Матсовом. В 1944 г. ярославский коллектив вернулся в Эстонию и соединился с теми музыкантами таллинского коллектива, которые не покинули Эстонию.
С середины 1950-х годов оркестр усилиями дирижёра Романа Матсова был одним из немногих в Советском Союзе коллективов, исполнявшим произведения таких современных композиторов, как Игорь Стравинский, Арнольд Шёнберг, Антон Веберн и Карл Орф, рассматривавшихся в СССР как модернисты. Постоянно обращался оркестр к музыке Дмитрия Шостаковича и к творчеству ведущих эстонских композиторов, в том числе по-прежнему исполняя музыку Эдуарда Тубина, несмотря на его эмиграцию. В 1972 г. состоялись первые зарубежные гастроли оркестра (в Румынии и Болгарии), коллектив также широко гастролировал по всему СССР. В 1975 г. оркестр получил нынешнее название (в советский период слово Riiklik в названии переводилось как Государственный).
Установление независимости Эстонии в 1991 году повлекло за собой массовый отъезд оркестрантов в Европу и США в поисках лучшей карьеры, и начало 1990-х гг. стало наиболее трудным периодом в истории оркестра, однако стараниями нового руководителя Арво Вольмера кризис был преодолён. С 2001 г. коллектив возглавляет российский дирижёр Николай Алексеев, за пультом появляются ведущие эстонские специалисты, в том числе работающие постоянно в других странах. В 2004 г. запись кантат Яна Сибелиуса, осуществлённая при участии Эстонского национального симфонического оркестра под управлением Пааво Ярви, получила премию «Грэмми» в номинации «Лучшая запись хоровой музыки». В 2006 г. оркестр под руководством Олари Эльтса исполнял произведения Арво Пярта в Туринском кафедральном соборе в рамках культурной программы Зимних Олимпийских игр.

## Главные дирижёры
- Олав Роотс (1939—1944)
- Пауль Карп (1944—1950)
- Роман Матсов (1950—1963)
- Неэме Ярви (1963—1979)
- Пеэтер Лилье (1980—1990)
- Лео Кремер (1991—1993)
- Арво Вольмер (эст. Arvo Volmer) (1993—2001)
- Николай Алексеев (2001—2010)
- Неэме Ярви (август — ноябрь 2010)[3]
- Олари Эльтс (2020-…)

## Известные музыканты
Струнные:
- Хуго Шютц (скрипка)

Деревянные духовые:
- Самуэль Саулус (флейта)
- Арнольд Сепп (флейта)
- Герман Тальмре (гобой)
- Юхан Кальяспоолик (кларнет)
- Эльмар Милкоп (фагот)
- Сергей Прохоров (фагот)
- Эуген Саанпере (фагот)

Медные духовые:
- Арнольд Треймут (валторна)
- Аби Зейдер (труба)
- Воотеле Тамм (труба)

## Награды
- Почётная грамота Президиума Верховного Совета РСФСР (2 сентября 1966 года) — за высокое исполнительское мастерство и успешное выступление на декаде эстонского искусства в РСФСР[4].